# Robert Walker (remero)
Robert Lachlan Walker (Sídney, 30 de diciembre de 1973) es un deportista australiano que compitió en remo.
Ganó tres medallas en el Campeonato Mundial de Remo entre los años 1994 y 1997. Participó en los Juegos Olímpicos de Atlanta 1996, ocupando el sexio lugar en la prueba de ocho con timonel.

## Palmarés internacional
| Campeonato Mundial | Campeonato Mundial            | Campeonato Mundial | Campeonato Mundial |
| Año                | Lugar                         | Medalla            | Prueba             |
| ------------------ | ----------------------------- | ------------------ | ------------------ |
| 1994               | Indianápolis (Estados Unidos) | Medalla de bronce  | Dos sin timonel    |
| 1995               | Tampere (Finlandia)           | Medalla de plata   | Dos sin timonel    |
| 1997               | Aiguebelette (Francia)        | Medalla de bronce  | Ocho con timonel   |